# THE HELLO WORKS
THE HELLO WORKS（ザ・ハローワークス）は、スチャダラパー、SLY MONGOOSE、ロボ宙（脱線3）の3組からなる日本のヒップホップ・グループである。

## メンバー
- スチャダラパー
  - ANI (MC)
  - BOSE (MC)
  - SHINCO (DJ)
- SLY MONGOOSE
  - 笹沼位吉（Bass）
  - 松田浩二（Keyboards）
  - 武村国蔵（Drums）
  - 塚本功（Guitar）
  - 富村唯（Percussions）
  - KUNI（Trumpet）
- 脱線3
  - ロボ宙 (MC)

## ディスコグラフィー
- PAYDAY (2007年12月5日)

## 客演
- スチャダラパー『3000』（2011年7月3日）ライブ会場限定3000枚
  - 3.MURDER MUZIK
- スチャダラパー『よりぬきスチャダラ全力投球！』（2012年10月13日）ライブ会場限定
  - 6.MURDER MUZIK（LIVE ver.）
- スチャダラパー『6ピース バリューパック』（2013年6月16日）ライブ会場限定
  - 3.ヨゴレタヒデヲ